# تجرهی
تجرهی (به عربی: تجرهی) یک منطقهٔ مسکونی در لیبی است که در استان مرزق واقع شده‌است. تجرهی ۱٬۴۹۶ نفر جمعیت دارد و ۵۲۰ متر بالاتر از سطح دریا واقع شده‌است.